# Integrated Cargo Carrier

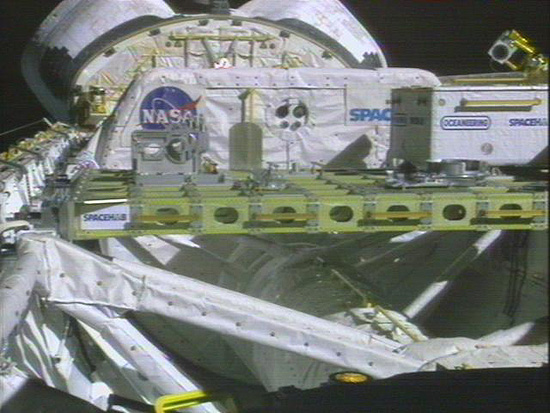
ICC bên trong một tàu con thoi

Giá đỡ hàng hóa tích hợp (ICC – Integrated Cargo Carrier) là một thiết bị được đặt bên trong khoang chở hàng của tàu con thoi dùng để mang hàng hóa lên trạm và từ trạm tới các vị trí làm việc trên hệ thống giàn lắp ghép. Tuy được đặt trong tàu con thoi nhưng nó không được cung cấp tài nguyên (điện, nhiệt, dữ liệu) từ các tàu con thoi. Thiết bị này được chế tạo bởi công ty Spacehab của Mỹ. ICC đã được sử dụng trong các sứ mệnh STS-101, STS-102, STS-96, STS-106, STS-116, STS-121, STS-122, STS-124.

## Chức năng
Hệ thống có thể chở được tới hơn 2700 kg hàng hóa. Hệ thống này giúp tăng khả năng chở hàng hóa không cần điều áp của tàu con thoi.

## Cấu tạo
Kích thước: dài 2.4 m, rộng 4.6 m và dày khoảng 25 phân. Hệ thống này gồm 2 phần: một palet nhôm để chở hàng và một hệ thống đòn đỡ để giữ nó vào khoang chở hàng của tàu con thoi. Hàng hóa có thể được gắn vào cả mặt trên và mặt dưới của tấm palet.

## Chế tạo
Palet nhôm có tên là palet hàng hóa không điều áp (Unpressurized Cargo Pallet – UCP), được chế tạo bởi RSC – Energia, một nhà thầu tham gia dự án, còn hệ thống đòn đỡ (Keel Yoke Assembly – KYA) được sản xuất bởi Astrium GmbH, nhà thầu chính hỗ trợ tích hợp và vận hành dự án của SPACEHAB.

## tham khảo
Chú giải 1: ICC Lưu trữ ngày 14 tháng 11 năm 2008 tại Wayback Machine